# Cook Shire
Cook Shire är en kommun i Australien. Den ligger i delstaten Queensland, omkring 1 800 kilometer nordväst om delstatshuvudstaden Brisbane. Antalet invånare var 4 226 vid folkräkningen 2016.
Följande samhällen finns i Cook:
- Port Douglas
- Cooktown
- Mossman
- Rossville
- Coen